# مرسيليائية عسيرة
مرسيليائية عسيرة (الاسم العلمي: Massilia dura) هي نوع من البكتيريا، سلبية الغرام، تتبع المرسيليات.